# 下之郷遺跡
座標: 北緯35度03分59秒 東経135度59分23秒 / 北緯35.06639度 東経135.98972度
下之郷遺跡（しものごういせき）は、滋賀県守山市下之郷町にある弥生時代の遺跡。
2002年（平成14年）3月19日に国の史跡に指定され、2016年（平成28年）10月6日に指定範囲が追加された。
2010年（平成22年）11月23日に環濠などを再現した「下之郷史跡公園」が開園した。

## 概要
野洲川下流の沖積平野の中央部に位置する、弥生時代中期後葉成立の環濠集落跡である。滋賀県下最大の環濠集落であり、弥生時代に複数の「ムラ」（集落、居住区）が統合されて形成された「クニ」の存在を示す遺跡として重要である。
1980年、下水道工事にともなう調査で弥生土器の破片や濠の跡が検出された。1984年、道路建設工事にともなう調査では、集落の周囲をめぐっていた三重の濠跡が検出された。濠の幅は5メートル程度、深さは1.5メートル程度である。さらに、1997年の調査では、遺跡の北東方向から、前述の三重の濠跡とは別に、集落の外周をめぐっていた6条の濠跡が検出された。このうち、もっとも内側の濠は、幅8メートル、深さ2メートルもあった。2001年の調査では、遺跡西側でも外周濠の跡が確認されている。濠には空濠（水なし）と水濠があるが、地下水位の高い場所にあった本遺跡の濠は水濠だったことが発掘調査時の所見で明らかになっている。遺跡は2002年3月に国の史跡に指定された。
前述の3条の濠で囲まれた集落の区域は東西約330メートル、南北約260メートル、面積7万平方メートル。外周の6条の濠で囲まれた全体の規模は、東西約600メートル、南北約380メートル、面積22万平方メートルに及ぶ。 

## 遺構
集落中心部には東西75メートル、南北100メートルの溝を掘り、その内側に大型建物跡がある。この建物は5回も建て替えられた跡が残っており、棟持柱を有する高床建物で、集会か儀式に用いられたものとみられる。この遺跡で確認された建物は掘立柱建物や壁建ち建物で、竪穴建物跡が確認されないことが特色である。
集落西側には、濠の一部を埋め戻して、幅3メートルの土橋状に築いた部分がある。ここが集落への出入口であったとみられ、柵や門柱が設けられていた。付近からは銅剣、磨製石剣、石鏃、折れた弓などが出土しており、集落の入口で武力抗争のあったことがうかがえる。

## 出土品
本遺跡は地下水位の高いところにあるため、出土品には木製品などの有機物、植物種子、動物遺体などが豊富に残されている点に特色がある。出土した稲モミをDNA鑑定したところ、現代日本では栽培されていない熱帯ジャポニカ種であることが判明した。
植物素材の出土品には木製の盾、アシ・カズラで編んだ籠などがある。盾はスギ材とサカキ材を組み合わせたもので、スギを年輪年代法で測定したところ、もっとも外側の年輪が紀元前223年という値が得られた。
武器武具類の出土が多いのも、環濠集落である本遺跡の特色である。上述の盾のほか、打製・磨製の石鏃（やじり）、磨製石剣、戈（か、長柄を付けて用いる武器の一種）の柄、各種の弓、中細形銅剣などが出土している。弓のなかには樺を巻いたり、漆を塗った儀式用と思われる個体もある。中細形銅剣は日本での出土例としては東限である。